# John Martin Scripps
John Martin (John Martin Scripps, 9 de desembre de 1959 – 19 d'abril de 1996) va ser un assassí de gatzara que va matar a tres turistes—Gerard Lowe a Singapur, i Sheila i Darin Damude a Tailàndia—juntament amb altres tres víctimes no confirmades. Ell es feia passar ell mateix per un turista mentre cometia els assassinats, per a això tabloids britànics ho van sobrenomenar "el turista de l'Infern". Ell va tallar tots els cossos de les seves víctimes, utilitzant les habilitats de carnisseria que havia adquirit en la presó, abans de desfer-se'n.
Martin va ser detingut a Singapur quan va tornar-hi després d'assassinar als Damudes. Fotografies de les parts dels cossos en descomposició, es va mostrar com a prova durant el judici, fent-lo "un dels més esgarrifosos" vistos a Singapur.